# Charles Henry Bartlett
Charles Henry Bartlett (Southwark, 6 febbraio 1885 – Enfield, 30 novembre 1968) è stato un pistard britannico.
Ha vinto la medaglia d'oro olimpica nel ciclismo su pista alle Olimpiadi 1908 tenutesi a Londra, in particolare nella gara di 100 km maschile.